# Valeriya
Valeriya (em russo:  Валерия) é o nome artístico de Alla Yurievna Perfilova (em russo:  Алла Юрьевна Перфилова), uma cantora e modelo russa, que recebeu os títulos de Artista do Povo da Rússia (2013) e Artista do Povo da República Moldava da Pridnestrovia (2016) ela também ganhou vários prêmios, incluindo o Gramofone Dourado (treze), Pesnya goda (treze), Muz-TV (quatro: Melhor artista em 2004, 2010 e 2015, Melhor vídeo, 2014) e MTV Russia Music Awards (dois, Melhor artista, 2004, Melhor música, 2005). Ela é membro do Conselho de Cultura e Arte sob a presidência da Federação Russa desde 2012. 

## Biografia
Valeriya nasceu em 17 de abril de 1968 em uma pequena cidade de Atkarsk no Oblast de Saratov, em uma família de músicos clássicos. Estudou piano na única escola de música da cidade onde seu pai Yuri Ivanovich era diretor e sua mãe Galina Nikolaevna era professora. 
Em 1989, gravou dois álbuns. Seu primeiro álbum em inglês, The Taiga Symphony, foi lançado em 1991 pela Shulgin Records. Pob Records 'so mnoi (Fique comigo), uma coleção de romances tradicionais da Rússia, foi lançado pela Lad Records um ano depois. 

## Ativismo
Em 2008, ele se tornou um enviado de boa vontade da Federação Russa em nome da Organização Internacional de Migração (OIM), uma agência com a qual ela fez parceria para combater o tráfico de pessoas. Seus clipes contra o tráfico apareceram na televisão russa. 
Suas atividades e declarações públicas provocaram e ainda desencadeiam uma resposta mista, às vezes até estridente nos países vizinhos (para a Rússia).    

## Prémios

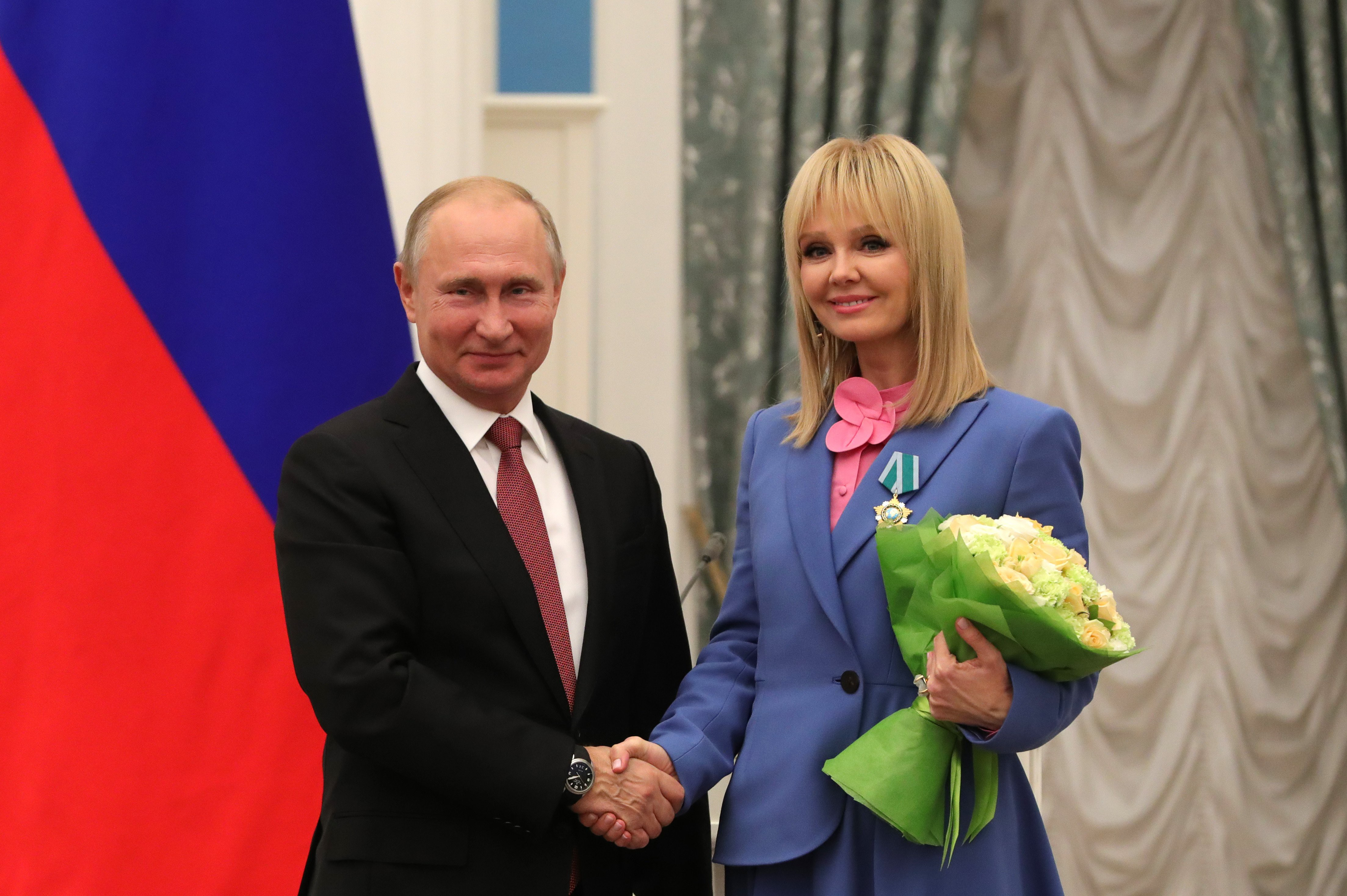
Valeriya recebe a Ordem da Amizade do Presidente Putin no Kremlin em 27 de novembro de 2018

### Estado
- 2003 - A Ordem "Para o Renascimento da Rússia" [9]
- 2005 - O título de artista merecido da Federação Russa [10]
- 2013 - O título Artista do povo da Rússia (2013) [11] [12]
- 2018 - Ordem da amizade [13] [14]

### Musicais
- 1992 - Morning Star, concurso de televisão, vencedor
- 1992 - Concurso internacional Bratislavskaya Lira, vencedor
- 1993 - Sindicato dos Jornalistas, Pessoa do Ano
- 1994 - Festival de TV Canção do Ano
- 1995 - Festival de TV de música do ano
- 2000 - Prêmio Hit-FM, "Metelitsa"
- 2001 - Festival de TV Canção do Ano,
- 2003 - Gente de negócios de 2003, concurso
- 2004 - Muz TV Awards 2004 [15]
- 2004 - MTV Russia Music Awards 2004 [16]
- 2005 - MTV Russia Music Awards, Melhor Duo, "Sad", com Stas Piekha [17]
- 2005 - Gramofone de Ouro, para "Sad"
- 2006 - "Gramofone Dourado", Voz Brilhante da Rússia, para "Minha Doçura"
- 2007 - Record 2007, Radio Hit do Ano, para "My Sweetness"
- 2007 - Festival de TV Canção do Ano, para "We Are Together"
- 2008 - Gramofone de ouro para "The Rain Man"
- 2008 - Prêmio Ovation, Melhor Vocalista
- 2008 - ZD Awards, Melhor Artista, Melhor Vídeo
- 2008 - Prêmio Olímpia, da Federação de Mulheres Empreendedoras
- 2008 - Festival de TV Canção do Ano, para "The Rain Man"
- 2009 - ZD Awards, Melhor Vídeo
- 2009 - Gramofone Dourado de "Ninguém Como Você"
- 2010 - Muz TV Awards 2010 [18]
- 2010 - ZD Awards, Melhor Artista
- 2011 - Gramofone Dourado
- 2012 - Festival de TV Canção do Ano, junto com Igor Krutoi
- 2013 - Festival de TV Canção do Ano, com Valery Meladze
- 2014 - Muz-TV Awards 2014, melhor vídeo para Não me perca com Valery Meladze [19]
- 2015 - Muz-TV Awards 2015, Melhor Artista da Década [20]
- 2016 - Radio Road Stars
- 2016 - Festival de TV Canção do Ano
- 2016 - Summer Fashion Awards
- 2016 - Fashion Awards, Artista do Ano
- 2016 - MUSICBOX-2017, Melhor Duo, com Kristina Orbakaitė
- 2016 - Canção do ano, para "He and She", com Alexey Glyzin
- 2018 - Zhara Music Award, Colaboração do ano, "Chasiki" com Egor Kreed